# Bernardo Rucellai

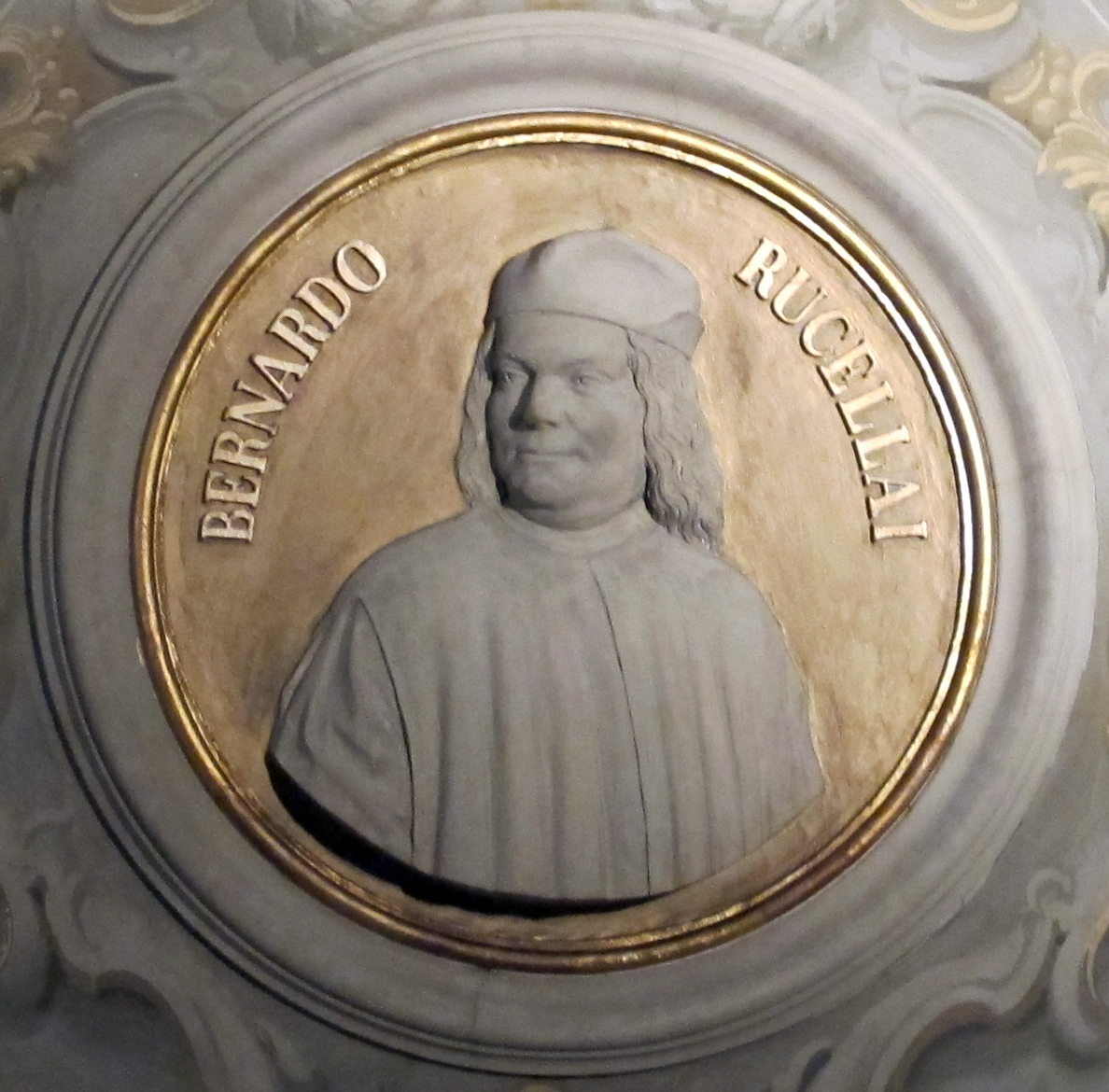
Lorenzo Costoli, Bildnis des Bernardo di Giovanni Rucellai, 1869, Palazzo Venturi Ginori, Florenz (Stuckrelief nach der polychromen Terrakotta-Büste, um 1500, heute im Bayerischen Nationalmuseum, München)

Bernardo di Giovanni Rucellai (* 11. August 1448 in Florenz; † 7. Oktober 1514 ebenda) war ein wohlhabender Florentiner Patrizier und ein vielseitig interessierter, humanistisch gebildeter Autor. Die Orti Oricellari, der Garten seines Palastes in der Via della Scala in Florenz, waren ein wichtiger Treffpunkt von Intellektuellen.

## Leben
Bernardos Eltern waren Jacopa degli Strozzi und Giovanni di Paolo Rucellai, der dank seiner erfolgreichen Textilfärbereien und Handelsgeschäfte zu den reichsten Florentiner Bürgern gehörte. Wegen Giovannis Ehe mit einer Tochter von Palla di Nofri Strozzi, einem einflussreichen und deshalb 1434 verbannten Kontrahenten von Cosimo de’ Medici, musste sich die Familie ab Mitte der 1430er Jahre aus politischen Angelegenheiten heraushalten. Erst durch die im Jahr 1466 mit großem Aufwand gefeierte Hochzeit Bernardos mit Nannina de’ Medici, der älteren Schwester von Lorenzo de’ Medici, gelang es, das Verhältnis zur Medici-Familie zu verbessern. Zu Bernardos und Nanninas Kindern zählen der Dichter Giovanni di Bernardo Rucellai und Palla di Bernardo Rucellai.
Politisch war Bernardo Rucellai als Gesandter der Republik Florenz bei Ferdinand, König von Neapel, und Karl VIII. von Frankreich tätig.

## Palazzo Rucellai (Via della Scala) und Orti Oricellari
Von ihrem 1481 verstorbenen Vater erbten Bernardo Rucellai und sein Bruder Pandolfo (Palla) den Palazzo Rucellai in der Via della Vigna Nuova. Ab etwa 1500 ließ sich Bernardo Rucellai auf einem Grundstück an der Via della Scala einen neuen Palast (heute Palazzo Venturi Ginori) errichten. Der großzügige Garten des Hauses, die Orti Oricellari, diente Florentiner Gelehrten – unter ihnen Niccolò Machiavelli, Gian Giorgio Trissino und Jacopo Nardi – noch unter seinen Söhnen als Treffpunkt. Wegen der von regelmäßigen Gästen der Treffen in den Orti Oricellari geplanten Ermordung des Kardinals Giulio de’ Medici im Jahr 1521 wurden die Zusammenkünfte ab 1523 untersagt.

## Werke
Als antiquarisch gebildeter Gelehrter verfasste Bernardo Rucellai eine Topographie des alten Rom („De urbe Roma“). In De bello italico schreibt er über den Feldzug des französischen Königs Karl VIII. gegen italienische Städte, in Historia de bello pisano über die Eroberung von Pisa durch Florentiner Truppen im Jahr 1509.

## Porträt
Vermutlich für seinen neuen Palast in der Via della Scala ließ Bernardo Rucellai um 1510 eine Porträtbüste anfertigen, die sich seit 1953 im Bayerischen Nationalmuseum München befindet. Dem Kunsthistoriker Ludwig Heydenreich, der das Bildnis nach seinem Ankauf 1954 publizierte, war der Auftraggeber noch nicht bekannt; die spätere Identifizierung durch das Museum beruhte auf einem nach der Büste angefertigten Kupferstich von Francesco Allegrini und Giuseppe Zocchi von 1765, auf dem explizit auf das Vorbild verwiesen wird („...preso da un Busto di Terracotta esistente presso l’Ill[ustrissi]mo Sig[no]re Conte Paolo Grazio Rucellai“). Die Büste besteht aus gefasster Terrakotta und wurde wahrscheinlich mithilfe eines Gesichtsabgusses hergestellt. Möglicherweise stammt sie aus der Werkstatt der Familie Benintendi in Florenz, die vor allem auf Wachsbildnisse spezialisiert war.
Auf dem Terrakotta-Bildnis beruht noch ein weiteres Porträt Bernardos: das 1869 von Leopoldo Costoli ausgeführte Stuckmedaillon an der Decke des Ballsaals im ehemaligen Rucellai-Palast, der sich zu dieser Zeit im Besitz der Principessa Olga Orloff befand und nach Plänen des Florentiner Architekten Giuseppe Poggi umgestaltet wurde. In weiteren Stuckmedaillons sind sein Sohn Palla Rucellai sowie prominente Gäste der Orti Oricellari dargestellt.